# Salome z głową św. Jana Chrzciciela (obraz Lucasa Cranacha z 1515)
Salome z głową św. Jana Chrzciciela – obraz niemieckiego malarza Lucasa Cranacha starszego; pierwsza wersja portretu Salome z głową Jana Chrzciciela.

## Geneza tematu
Tematyka obrazu jest ilustracją do historii opisanej w Nowym Testamencie, w Ewangelii Mateusza (Mt. 14,1-12). Wątek związany z Salome i głową Jana Chrzciciela trzymaną na tacy bardzo często, obok historii Judyty z obciętą głową Holofernesa, pojawiał się w sztuce i był tematem licznych obrazów w okresie między średniowieczem a impresjonizmem. Cranachowi przypisuje się trzy zachowane obrazy o podobnej kompozycji, w tym także Salome z 1526 i Salome z 1530 roku.

## Opis obrazu
Lucas Cranach wielokrotnie poruszał temat Salome; po raz pierwszy ok. 1508 roku. Przedstawia ją w półpostaci, w czarnym stroju i w płaszczu obszytym futrem oraz w futrzanej czapce. Jej strój jest obrazem dworskiego luksusu. Czarne nierozpraszające tło, nadaje postaci surowości. Delikatne rysy i spokój malujący się na twarzy kontrastuje z makabryczną głową Jana znajdującą się na tacy trzymanej w rękach. W prawym górnym rogu znajduje się skrzydlaty złoty smok – sygnatura, której używał malarz w latach 1508–1537.